# Claudia Faniello
 (octobre 2010).
Si vous disposez d'ouvrages ou d'articles de référence ou si vous connaissez des sites web de qualité traitant du thème abordé ici, merci de compléter l'article en donnant les références utiles à sa vérifiabilité et en les liant à la section « Notes et références ».
Claudia Faniello, née le 25 février 1988 à Qawra, est une chanteuse maltaise. 

## Biographie

### Débuts
Elle grandit à Malte avec son frère Fabrizio et sa sœur Miriana. À l'âge de 12 ans, elle commence à participer à des émissions de télévision ainsi qu'à de nombreux festivals. 
En 2001, à l'hôtel Phoenicia à Malte, elle remporte le Juniors Talentissimi - un spectacle organisé par Actreact. Un an plus tard, elle chante en direct avec l'Orchestre national de Malte à l'Université de Malte, en aide aux enfants pauvres. Elle est accompagnée par Julie & Ludwig, représentants maltais au Concours Eurovision de la chanson 2004 et par son frère Fabrizio. 
Au Festival de conférence méditerranéen, en 2003, elle chante à un concert de Fabrizio Faniello. Un an plus tard, elle chante encore une fois avec l'Orchestre national avec Nadine Axisa, Fabrizio et Philippa. En 2005, elle est classée quatrième sur « Hotspot » - une émission programmée sur net. 

### Sélections maltaises pour l'Eurovision
2006 est l'année où elle commence son expérience au Concours Eurovision de la chanson, en concourant à la sélection maltaise (« Malta Song for Europe 2006 ») avec le titre « High Alert! », chanson composée par Ray Agius. Elle termine à la 12e place et remporte le prix de la « meilleure nouvelle-venue ». La même année, elle remporte le Festival Kanzunetta Indipendenza avec la chanson « Ma Nafx », une chanson également composée par Ray Agius. 
En février 2007, elle participe à nouveau à la sélection maltaise pour l'Eurovision mais ne parvient pas à se qualifier pour la finale nationale en terminant 7e de la demi-finale avec le titre « L-Imħabba Għamja ». L'été suivant, elle lance la chanson « Wild Flower », composée par Aldo Spiteri et écrit par Deo Grech. 
En 2008, Claudia Faniello est de nouveau choisie pour intégrer la sélection maltaise pour le Concours Eurovision de la chanson 2008 (« Go Malta Song for Europe ») avec deux chansons « Caravaggio » et « Sunrise ». Les deux titres passent le cap de la finale nationale et finissent respectivement à la 2e et 3e place derrière « Vodka », interprétée par Morena Camilleri. 
Un an plus tard en 2009, elle fait sa quatrième apparition dans la sélection maltaise pour l'Eurovision 2009, où elle termine 4e avec la chanson intitulée « Blue Sonata », composée et écrite par Ray Agius. 
Elle est à nouveau qualifiée en 2010 pour la finale maltaise avec la chanson « Samsara », composée par Philip Vella et écrit Gérard James Borg. Elle terminé 8e avec 31 points. En août de la même année, elle réalise son premier album intitulé « Convincingly Better ».  
En 2011, participante à la finale maltaise pour trouver le représentant du pays à l'Eurovision, Claudia Faniello se classe 9e avec la chanson « Movie in my Mind ». Un an plus tard, elle se place à la 2e place avec le titre « Pure » devant son frère Fabrizio Faniello à la 6e place. Enfin, en 2013, elle concourt à nouveau avec le titre « When it's Time » et finit à la 7e place.

### Eurovision 2017
Le 18 février 2017, Claudia Faniello participe à sa neuvième finale nationale pour représenter Malte au Concours Eurovision. Elle interprète le titre « Breathlessly » (« À bout de souffle ») écrit par Philip Vella, Sean Vella et Gerard James Borg et termine 1re en remportant près de 4 996 voix du télévote, lui permettant ainsi de concourir à la deuxième demi-finale du 62e concours Eurovision se déroulant à Kiev le 11 mai 2017. Elle termine à la 16e place et ne se qualifie pas pour la finale.